# Миграция (серия картин)
Миграция (англ. The Migration) — серия картин американского художника Джейкоба Лоуренса, иллюстрирующих период в истории афроамериканского населения, известный под названием Великая миграция.
Цикл состоит из 60 картин, каждая из которых снабжена коротким описанием, написанным самим Лоуренсом.

## История
Джейкоб Лоуренс в течение своей жизни несколько раз переезжал из одного региона США в другой, вместе со своими родителями, познакомившимися и подарившими жизнь Джейкобу в Атлантик-Сити, куда они в ходе Великой миграции прибыли из южных штатов. Переехав в 1929 году в Гарлем, Лоуренс стал свидетелем многочисленных разговоров чернокожих об их опыте миграции с Юга США, которые и подтолкнули его к созданию серии картин на эту тему. В рамках подготовки к созданию серии, Лоуренс стал проводить много времени в Шомбургском центре, за изучением истории афроамериканцев.
В 1941 году при поддержке Управления промышленно-строительными работами Лоуренс представил в журнале Fortune серию из 60 картин, под названием «Миграция Негра» (англ. The Migration of the Negro). Каждая из картин была снабжена коротким текстом, написанным самим Лоуренсом, что являлось продолжением его традиционного подхода при создании серий картин, начиная с цикла «Toussaint L’Ouverture» 1937 года.